# Roland Krüger (Pianist)
Roland Krüger (* 1973) ist ein deutscher Pianist und Musikpädagoge.

## Leben
Roland Krüger studierte bei Oleg Maisenberg, Karl-Heinz Kämmerling und Krystian Zimerman und erhielt unter anderem den 1. Preis sowie den Publikumspreis beim Concours de Genève im Jahre 2001. Er konzertierte als Solist in Europa, Asien und den USA mit bedeutenden Orchestern wie dem Orchestre de la Suisse Romande, Orchestre National de Belgique, Radio-Philharmonie Hannover des NDR, Basler Sinfonie-Orchester und dem Orchester der Beethovenhalle Bonn und veröffentlichte zahlreiche CDs. Zusätzlich zu seiner Konzerttätigkeit ist Krüger ein gefragter Pädagoge. Ab 2002 war er zunächst Assistent von Karl-Heinz Kämmerling, wurde dann 2007 zum Professor an der Hochschule für Musik, Theater und Medien Hannover ernannt und hält weltweit Meisterkurse ab – unter anderem in Aarhus, Barletta, Dresden, Meiningen, Orléans und Paris.

## Auszeichnungen
- 2001: 1. Preis sowie Publikumspreis beim Genfer Musikwettbewerb (Concours de Genève)

## Veröffentlichungen
CD-Veröffentlichungen: 12 Etüden von Debussy (Ars Musici), Solowerke von Franz Schubert, Leoš Janáček und Bela Bartòk sowie Kammermusik von Franz Schubert und Johannes Brahms mit dem Klarinettisten Dimitri Ashkenazy (paladino music). Für Naxos nahm er Werke von Joseph Merk, Wolfgang Amadeus Mozart, Johann Nepomuk Hummel und Carl Reinecke auf.